# Kurt-Schumacher-Gesellschaft
Die Kurt-Schumacher-Gesellschaft wurde am 27. Juni 1985 zum Andenken an den SPD-Vorsitzenden Kurt Schumacher von Annemarie Renger, Gesine Schwan und weiteren Personen in Bonn gegründet. Ihre Zielsetzung ist die Förderung der politischen Bildung in der Bundesrepublik Deutschland, die Aufarbeitung des Nationalsozialismus und der Geschichte der DDR.

## Entstehungsgeschichte
Der Einfluss des Seeheimer Kreises sank nach dem Verlust der Regierungsbeteiligung der SPD im Jahr 1983. Dieser Arbeitskreis von sozialdemokratischen Politikern, die in den Medien als eher rechts wahrgenommen wurden, war nun nicht mehr notwendig, um für Entscheidungen der Regierung die entsprechenden innerparteilichen Mehrheiten zu organisieren.
Die sicherheitspolitische Wende auf dem Parteitag von 1983 in Köln, mit der die SPD trotz eindringlicher Warnungen von Helmut Schmidt die Abkehr vom NATO-Doppelbeschluss vollzog, deuteten insbesondere die Vertreter des Seeheimer Kreises als nachlassende Zustimmung zu NATO und Westorientierung der Bundesrepublik Deutschland. Stattdessen kritisiere man nun einseitig die USA und verdränge demokratische Freiheitsgrundsätze. Vertreter des Seeheimer Kreises und eine Reihe von Publizisten diagnostizierten ebenso eine deutliche Abschwächung der Abgrenzungspolitik zu den kommunistischen Gruppen und Organisationen in Deutschland. Einige Seeheimer versuchten, diese Entwicklung innerhalb der SPD aufzuhalten, und gründeten darum am 27. Mai 1985 die Kurt-Schumacher-Gesellschaft. Den  Vorsitz übernahm Annemarie Renger, in der Nachkriegszeit eine der engsten Vertrauten Kurt Schumachers. Ziel der Gesellschaft war es, politisch die Erinnerung an die freiheitliche, antikommunistische Ausrichtung der Partei durch Schumacher wach zu halten.
Hermann Rappe hielt auf der ersten Tagung, die anlässlich des 90. Geburtstages von Kurt Schumacher einberufen worden war, das Schlusswort und fasste die Grundüberzeugungen in fünf Kernaussagen zusammen:

1. Wir sind der Republik und in der parlamentarischen Demokratie verhaftet. Wir wollen eine Partei mit der Grundorientierung westlicher Politik, integriert ins Westliche Bündnis; wir sind – wie Schumacher sagte – eine Partei des Westens.
2. Wir sind eine Partei der klaren Abgrenzung zu den Kommunisten.
3. Wir wollen eine Partei der Arbeit sein und uns offenhalten für den technologischen Fortschritt.
4. Wir sind eine Partei der Freiheit.
5. Und wir sind die Partei der sozialen Sicherheit auf der Basis unserer Verfassung eines sozialen Rechtsstaates.

## Ziele und Aufgaben
Die Kurt-Schumacher-Gesellschaft betrachtet es als ihr zentrales Anliegen, Vortragsveranstaltungen und Seminare zu organisieren sowie Broschüren zur Entwicklung der SPD zu publizieren. Der Schwerpunkt lag dabei in den 1980er Jahren vor allem auf der Auseinandersetzung mit dem Kommunismus. In den 1990er Jahren stand die Frage der inneren Vereinigung mit den Sozialdemokraten aus dem Osten im Mittelpunkt. Die nach der Wende in Leipzig gegründete Kurt-Schumacher-Gesellschaft der DDR fusionierte bald mit der westdeutschen Schwester-Gesellschaft. Bereits vor 1989 hat die Gesellschaft eng mit dem Arbeitskreis sozialdemokratischer Häftlinge zusammengearbeitet. Zahlreiche Oppositionelle aus der DDR nahmen auf den Tagungen teil. 
Gegenwärtig sieht die Kurt-Schumacher-Gesellschaft ihre Aufgabe in der Förderung der Bildung auf dem Gebiet des demokratischen Staatswesens in der Bundesrepublik Deutschland sowie der internationalen Zusammenarbeit. Hier steht insbesondere die Auseinandersetzung mit den staats- und gesellschaftspolitischen Auffassungen Kurt Schumachers und deren Weiterentwicklung im Mittelpunkt. Die staats- und gesellschaftspolitische Bedeutung Kurt Schumachers für die Bundesrepublik Deutschland soll auf diese Weise bewahrt und fortentwickelt werden. 
Mit Bezug auf diese Aufgabenstellung vergibt die Kurt-Schumacher-Gesellschaft Forschungsaufträge, lädt zu wissenschaftlichen Veranstaltungen und Diskussionsforen ein, veröffentlicht Publikationen und stiftet den Kurt-Schumacher-Preis. 

## Präsidium und Vorstand
Dem Vorstand gehörten 2018 an:
Vorsitzender 
- Johannes Kahrs

Stellvertretende Vorsitzende:
- Sigmar Gabriel
- Edgar Franke
- Birgit Kömpel
- Stefan Zierke

Präsidentin der Kurt-Schumacher Gesellschaft war bis zu ihrem Tod Anfang März 2008 Annemarie Renger. Weitere Vorstandsmitglieder waren unter anderem Sabine Kaspereit und Karin Evers-Meyer.